# Zinal
Zinal  é uma localidade na comuna suíça de Anniviers, distrito de Sierre, na Suíça. A localidade deu o nome ao vale lateral do rio Ródano, o Vale de Zinal.
Situada a 1 675 m de altitude Zinalfica no vale cavado pelo Glaciar de Zinal e a Norte do Dent Blanche e da localidade de Ayer.
Principalmente voltada para o turismo, Zinal  é uma pequena estância de esqui com 70 km de pistas.